# Ivan Krejčí
Ivan Krejčí (* 9. dubna 1966 Opava) je český politik a divadelní režisér, stínový ministr kultury v ČSSD, v letech 2009 až 2021 člen Rady pro rozhlasové a televizní vysílání (v letech 2014 až 2021 také její předseda), člen ČSSD.

## Život
V letech 1980 až 1983 se vyučil důlním elektromontérem, v roce 1985 složil maturitu na SPŠ stavební. Po absolvování základní vojenské služby (1988 až 1990) se na začátku 90. let postupně živil jako umyvač oken, posunovač a redaktor TV 19 Plzeň. Zároveň v letech 1992 až 1997 vystudoval režii na DAMU v Praze. Následně působil jako režisér ve Slováckém divadle v Uherském Hradišti (1997 až 1998) a jako režisér a umělecký šéf v Městském divadle v Karlových Varech (1999 až 2001).
Krátce působil jako pedagog na Janáčkově konzervatoři v Ostravě. Od roku 2005 je divadelním režisérem a uměleckým šéfem Komorní scény Aréna v Ostravě.
V květnu 2009 byl zvolen členem Rady pro rozhlasové a televizní vysílání. Dne 5. března 2014 byl zvolen předsedou Rady pro rozhlasové a televizní vysílání (ve funkci tak nahradil Kateřinu Kalistovou). V dubnu 2015 jej ČSSD opět nominovala do RRTV, ale v prvním kole nebyl zvolen. Do druhého kola postoupil s bývalým šéfem Českého rozhlasu Radiožurnálu Miroslavem Konvalinou, kterého nominovala hnutí ANO 2011. Ve druhém kole nakonec vyhrál a zůstal tak členem RRTV. Na začátku června 2015 byl navíc opět zvolen předsedou RRTV. Obě funkce zastával do května 2021. Novým předsedou rady se pak v červnu 2021 stal Václav Mencl.

## Politické působení
Je členem ČSSD, pracoval jako oblastní volební manažer této strany a asistent poslance (a místopředsedy Poslanecké sněmovny PČR) Lubomíra Zaorálka. V komunálních volbách v roce 2006 kandidoval jako člen ČSSD do Zastupitelstva Městského obvodu Ostrava-Moravská Ostrava a Přívoz, ale neuspěl.
Po 37. sjezdu ČSSD vystřídal v dubnu 2013 na postu ministra kultury ve stínové vládě ČSSD poslance Vítězslava Jandáka. Při sestavování kandidátek pro předčasné volby do Poslanecké sněmovny PČR v roce 2013 usiloval o místo v Moravskoslezském kraji, ale na kandidátku se nedostal.